# Савва (Юрич)
Епископ Савва (в миру Сава Юрич, серб. Сава Јурић; род. 27 февраля 1942, Чикаго) — епископ Сербской православной церкви на покое, епископ Славонский.

## Биография
Родился 27 февраля 1942 года в Чикаго в семье Антония Юрича и Любицы (в девичестве Докманац). Окончил начальную школу и гимназию в Чикаго.
В 1958 году принят послушником в монастырь Святого Саввы в Либертивилле.
С сентября 1960 году до ноября 1962 года учился в Свято-Тихоновской духовной семинарии в Южном Ханаане, штат Пенсильвания.
Во время несения военной службы в армии США, учился в 1963—1964 годы в институте иностранных языков в Монтерее, Калифорния.
15 февраля 1964 года в церкви Святого Саввы в Джексоне, Калифорния, был пострижен в монашество, днём позже был рукоположен в сан иеродиакона.
23 февраля того же года в храме Святого Иоанна Крестителя в Сан-Франциско рукоположён во иеромонаха.
4 июля 1982 году возведён в чин синкелла, а 1 ноября 1984 года в чин протосинкелла.
9 мая 1988 года в монастыре Святого Марка в Шеффилд-Лейке, штат Огайо, возведён в сан игумена.
18 декабря 1988 года в храме Святого Георгия в Кабрамати, Сидней, возведён в сан архимандрита и назначен архиерейским наместником Австралийско-Новозеландской епархии Новограчаницкой митрополии и оставался на этой должности до июня 1992 года. Его попечением была построена церковь Святого Саввы в монастыре Новый Каленич.
В 1992 году вместе с клиром и паствой Новограчаницкой митрополии примирился с Сербской православной церковью.
7 июня 1994 года решением Священного Архиерейского Собора Сербской православной церкви был избран епископом Австралийско-Новозеландским Новограчаничкой Митрополии.
17 июня 1994 года в монастыре Новая Грачаница был рукоположён во епископа Австралийского и Новозеландского. Хиротонию совершили: Патриарх Павел, Митрополит Новограчаницкий Ириней (Ковачевич), епископ Нишский Ириней (Гаврилович), епископ Славонский Лукиан (Пантелич), епископ Канадский Георгий (Джокич) и епископ Горнокарловацкий Никанор (Богунович).
С 14 мая 1999 года — епископ Славонский.
Епископ Савва, будучи главой Славонской епархии, которая расположена на территории недружественной сербам Хорватии, неоднократно подвергался физическому насилию и грабежам.
19 сентября 2013 года подал прошение об увольнении на покой. 1 ноября 2013 года решением Архиерейского Синода его прошение было удовлетворенно. Местом его проживания после ухода стали США.